# Casarão Costa Azevedo
O Casarão Costa Azevedo é um palacete histórico localizado na cidade do Recife, capital do estado brasileiro de Pernambuco. Funciona atualmente como área social (academia, espaço de eventos e salão de jogos) do edifício homônimo, sendo o acesso restrito a moradores e convidados.
É um dos poucos casarões preservados dos Aflitos, bairro do Recife que abrigou por longas décadas a aristocracia pernambucana, em opulentes residências. 

## História
O palacete de número 707 da Avenida Conselheiro Rosa e Silva, foi projetado pelo arquiteto italiano Giácomo Palumbo, com vitrais do alemão Heinrich Moser. Pertenceu ao industrial Antônio da Costa Azevedo, antigo proprietário da Usina Catende, que em 1929 era a maior da América Latina em produção e capacidade.

## Rosa e Silva na urbanização
No século XX, as Avenidas Conselheiro Rosa e Silva e Rui Barbosa, nos entornos da Zona Norte do Recife, cintilavam em prestígio, e abrigavam grandes proprietários de terras, empresários, e membros da alta sociedade pernambucana. Nesta “Rosa e Silva”, um clamor pela preservação dos casarões é evidente para os recifenses, visto que, notoriamente, são poucos os restantes, a exemplo deste Casarão Costa Azevedo, a sede do Clube Náutico Capibaribe, o Colégio de Nossa Senhora de Lourdes e a propriedade de número 215 desta via.
Marca dessa urbanização desordenada, o trânsito se faz presente nos horários de pico, notório fato aos cidadãos. Belíssimos marcos para o Recife foram derruídos para a construção de edifícios e empreendimentos modernos, sem nenhum tipo de reaproveitamento, como o suntuoso casarão de número 431 desta, que foi dividido entre um edifício aos fundos, e uma doceria de frente à avenida.